# Zatoka Świń
Zatoka Świń (hiszp. Bahia de Cochinos, znana również jako Playa Girón) – zatoka Morza Karaibskiego w centralno-zachodniej części południowego wybrzeża Kuby (prowincja Matanzas). Wybrzeże nizinne i zabagnione.

## Historia
Znana jest głównie z incydentu zbrojnego, do którego doszło w dniach 17–19 kwietnia 1961. Zorganizowana przez amerykańską CIA inwazja uchodźców kubańskich zakończyła się całkowitym fiaskiem. W rezultacie tego konfliktu i szeroko zakrojonej nacjonalizacji gospodarki kubańskiej Stany Zjednoczone zerwały stosunki dyplomatyczne z Kubą.